# Houbigant (parfumeur)
Houbigant est une maison de parfum française fondée en 1775 par Jean-François Houbigant. 
Créatrice du premier parfum de synthèse français avec Fougère royale (1882), elle se développe considérablement entre 1890 et 1925, avec à sa direction des parfumeurs novateurs comme Paul Parquet et Robert Bienaimé. La marque est propriété de la famille Perris établie à Monaco.
La marque est exploitée par la société de droit étranger Loft Fashion and Beauty Diffusion.

## Histoire

### AuXVIIIesiècleet au début duXIXesiècle
La maison a été fondée en 1775 à Paris par Jean-François Houbigant, originaire de Grasse, au no 57 de la rue du Faubourg-Saint-Honoré, sous la forme d'une boutique portant l'enseigne « À la Corbeille de Fleurs ». Avant la Révolution 1789, elle fournit la Cour et les grandes familles de l'aristocratie et de la bourgeoisie française,. Houbigant épouse la fille de son confrère Deschamps, chez qui il avait été apprenti.
En octobre 1807, Jean-François meurt subitement : sa veuve se remarie un an plus tard avec son premier commis, M. Magny. La maison appartient donc seulement en partie au fils, Armand-Gustave Houbigant et s'appelle un temps « Houbigant-Magny, marchand parfumeur » : le 17 mai 1815, Napoléon lui passe commande pendant les Cent-Jours. En 1815, Magny et Armand-Gustave cèdent le fonds à leur confrère Félix Chardin, qui possédait déjà l'immeuble.
Au début du XIXe siècle, la maison a notamment pour clients Joséphine, pour laquelle Armand-Gustave Houbigant crée un nouveau parfum en 1807 et, en 1829, la duchesse d'Orléans, mère de Louis-Philippe l’appointe comme fournisseur. Par la suite, la marque devient « Houbigant Chardin » et est brevetée, en 1838, fournisseur officiel de la reine Victoria. Puis Félix Chardin transmet en 1829 le fonds à son gendre nommé Charles Gabillot fils, lui aussi parfumeur qui dirige l'affaire durant plusieurs décennies avant d'associer son propre fils, P. Gabillot. Ce dernier s'associa à M. Dommange vers 1860. Plus tard, entre 1879 et 1882, seul le nom de Paul Parquet apparaît comme propriétaire de la parfumerie. C'est lui qui revend l'immeuble au financier Javal.

### À partir de la Troisième République

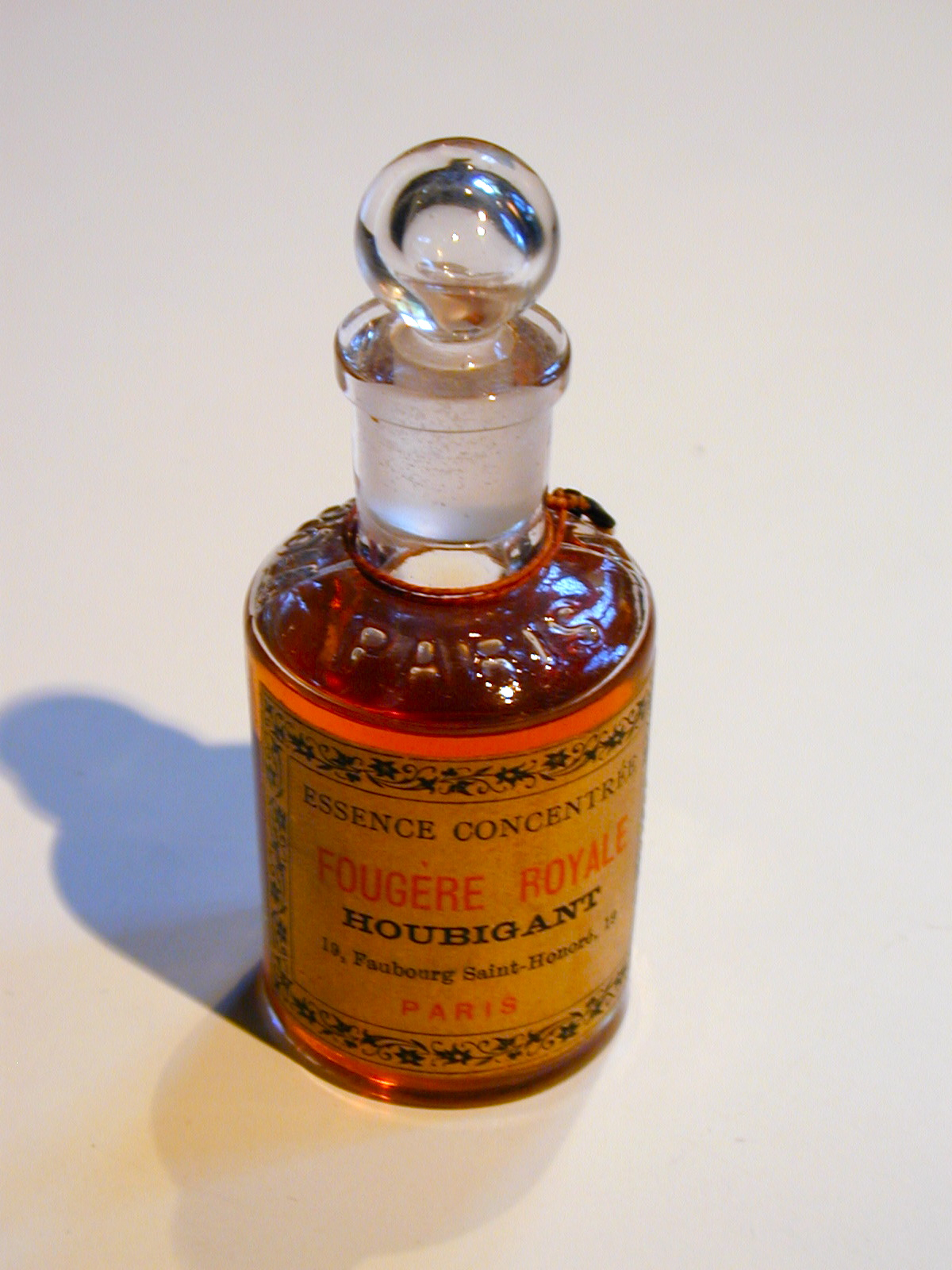
Essence concentrée de Fougère Royale (1884) par Paul Parquet.

En 1880, le banquier Alfred Javal (1844-1912) et le parfumeur Paul Parquet (1856-1916) deviennent les copropriétaires de la société et décident de produire des parfums, comme L.T. Piver, à un niveau industriel, en faisant appel à la chimie organique. L'entreprise implante en effet une usine à Neuilly-sur-Seine . L'une des premières compositions à rencontrer le succès est Fougère Royale, créée par Parquet en 1882, élaborée autour d'un accord de mousse de chêne, de bergamote, de salicylate d'amyle et surtout de coumarine de synthèse (une molécule présente naturellement dans la fève tonka), ce qui était novateur à l'époque. Paul Parquet fut par la suite considéré comme le plus grand parfumeur de son temps. Il recruta l'ingénieur chimiste Robert Bienaimé (1876-1960) en 1912.
En 1890, Houbigant est nommé fournisseur à la cour d'Alexandre III de Russie. En 1902, la reine Alexandra, épouse d’Édouard VII, passe à Paris chez Houbigant. Parmi les autres parfums, on peut citer : Le Parfum Idéal (1900), Violette Pourpre (1907), Cœur de Jeannette (1912). Avant 1914, la maison Houbigant exportait un peu partout dans le monde. En 1916, à la mort de Parquet, le fils d'Alfred Javal, Fernand (1884-1977), associe Bienaimé au capital de l'entreprise, qui change de nom et devient « Javal et Bienaimé », puis « Houbigant S.A. » avec Robert Bienaimé comme administrateur délégué, puis comme président de la société. Au cours des années 1920, celui-ci recrute ses anciens condisciples, comme lui, ingénieurs, Paul Leroux, Raymond Kling, André Copaux, Degont Desplanques et Paul Schving (mort en 1929), parmi les meilleurs nez. En août 1921, une filiale américaine est lancée, « Parfum Cheramy », qui disparaîtra vers 1965.
En 1935, Robert Bienaimé quitte Houbigant après plus de vingt ans de maison et part fonder ses propres sociétés (Parfumerie Bienaimé, Produits de beauté Robel) . Il était à l'origine de Quelques Fleurs (1912), un parfum multibouquet plutôt novateur.

### Les années après 1945
Pendant et après la Seconde Guerre mondiale, c'est Marcel Billot, ancien directeur du site Houbigant à New York, qui prend la relève en tant que directeur France. Il lance Chantilly (1941) et poursuit l'internationalisation. Il doit cependant fermer l'usine de Neuilly-sur-Seine. Périclitant dans les années 1970, la maison voit l'arrivée de l'italien Michele Perris, embauché en 1973 par la famille Javal. En 1985, est lancé le parfum Duc de Vervins, puis une réédition de Lutèce (1990) et Quelques Fleurs Royale (1998). Perris et ses associés finissent par racheter la marque en 2005.
Entre 1989 et 1994, ses compositions étaient fabriquées à Vervins dans l'Aisne. L'usine fut par la suite cédée à Givenchy, puis à Kenzo. En 1995, la marque Houbigant noue un partenariat de distribution avec Renaissance Cosmetics Inc., société avec laquelle elle eut quelques démêlés. La production se fait en Angleterre depuis 2005, sous le contrôle d'Elisabetta et de Gian Luca Perris , qui ont d'ailleurs lancé leur propre marque, « Perris Monte Carlo », .

## Liste des parfums
- Fougère Royale (1884)
- Peau d’Espagne (1894)
- Parfum d’Argeville (1895)
- Le Parfum Idéal (1900), considéré par Bienaimé comme le chef-d’œuvre de Parquet[20]
- Violette Pourpre (1907)
- Quelques Fleurs (1912, réédité sous le nom Quelques Fleurs L'Original)
- Parfum inconnu (1912)
- Cœur de Jeannette (1912)
- La Rose France
- Floraison
- Celle que mon cœur aime
- Farandole
- Chantilly (1941)
- Flatterie (1955)
- Lutèce (1984)
- Raffinée (1984)
- Duc de Vervins (sur la base de Fougère Royale, 1985)
- Quelques Fleurs Royale
- Demi-jour (1987)